# 雨乞い部っ!
『雨乞い部っ!』は、著者・青柳碧人、イラスト・KEIによる日本のライトノベル。2012年3月から講談社ラノベ文庫より刊行されていた。全2巻。

## 作品背景
著者の青柳は、自分で運動が苦手だと語っている。そんな青柳が本書を書いた理由について「自分が体験することのできなかった、スポーツに青春を懸けるというものに対する憧れがあったから」と述べている。また、本作について評したものとしては「スポーツとなった雨乞いを題材とした部活もので、スポーツ雨乞いの歴史や競技の種目の描写が想像力を刺激する。キャラクターのエピソードにも捻りがある。」との趣旨のものがある。

## あらすじ
照島陽太は中学校時代イケていなかった。そんな照島が曇天橋高校に入学して出会ったのが、憧れの梅山柚香先輩と雨乞い部だった。最初はやる気のなかった照島だったが、徐々に雨乞いにハマっていく。

## 登場人物

### 曇天橋高校
照島 陽太（てるしま ようた）
曇天橋高校に通う一年生。所属するクラスは1年C組。
虹町とは中学校からの同級生で、四条とは中学時代のイケてない仲間。中学時代は勉強が嫌いでほとんどしてこなかった。中学時代の部活は卓球部。しかし、あまり参加しない幽体離脱部員だった。
高校では、梅山柚香先輩に惹かれて雨乞い部に入部するが、柚香が時雨戸部長と付き合っているという情報を虹町から聞かされる。情報自体は嘘だったが、これが原因で陽太は雨乞いに対するやる気を失ってしまう。その後、顧問の策略にまんまと嵌ってしまい、雨乞いを続けざるを得ないような状態に追い込まれてしまう。
雨乞いでは、基礎の練習をやっても全く上達せず、このまま雨乞いを続けていてもいいのかと悩むが、夏合宿の時に、柚香の協力と仙石の指導のおかげで雨乞いをする目的を見出し、初めて雨を降らすことに成功する。その時の舞は「卯の時の舞」だった。
自分の事を常に周りより下に見る癖がある。
全国大会の時に聖キャッツ・アンド・ドッグス学園の三寒シヲンに天性のジルバの持ち主であると聞かされた。そして、シヲンから「茶子海岸の舞」を教えてもらう。
虹町 なたね（にじまち なたね）
曇天橋高校に通う一年生。照島とは中学からの同級生。
男のようなショートカットの髪に、色気どころかモノクロっ気すらない幼児体型が特徴。
陽太に雨乞い部の存在を教えた。
ラーメンの事を忌み嫌っており人の事、特に男子を罵倒する際は、ラーメンを使った独特の言い回しをする。
小学生の頃はラーメンが好きで、よく父親に高田馬場の行列のできるラーメン店によく連れていって貰っていた。しかし、中学2年生の時、父親がそこの店で働いているお姉さんと駆け落ちをし、家族は崩壊した。それ以降母子家庭で育った。この頃からラーメンが嫌いになった。
初めて、時雨戸に言い渡された舞は「燕低空飛行の舞」だった。
照島の事が好きで、雨乞い部に入部したのは陽太と一緒に居たかった為。
城之内 嵐（じょうのうち あらし）
曇天橋高校に通う一年生。
雨乞いを知っていたらしく、入部後も積極的に活動する。
いがぐり頭で、声が大きいのが特徴。そのため、初めて、時雨戸に言い渡された舞は「河童笑の舞」だった。
梅山 柚香（うめやま ゆずか）
曇天橋高校の2年生。
スタイルはかなり良く、髪型はポニーテールにしている。肌は白すぎず、小麦色でもない色をしており、目はぱっちりとして鼻が高い。
優しい性格で、基本のステップが身につかない陽太の練習にずっと付き合っていた。
一番初めに舞った舞は「蛙合唱の舞」だった。その時は同じ時期に入部した尾鷲瞳と一緒に舞った。
小学生・中学生の頃は雨女だったため、クラスの人たちから無視されていた。そのため、ずっと孤独な日々を過ごしてきた。高校の時に雨乞い部の存在を知る。OBの松田は柚香を雨乞い部に誘うが、柚香自身は迷っていた。その時一緒に部活の見学に来ていた尾鷲と出会い、入部を決意する。
中学校時代はメガネをかけていて、髪型もポニーテールではなく別の髪形をしていた。
尾鷲 瞳（おわせ ひとみ）
曇天橋高校に通う2年生。
体重が100㎏を超える巨漢の持ち主。後輩の城之内のことが気になっている。1巻の終わりで城之内と付き合い始めた。
舌が回らないせいか、「私」の事を「わちし」という。
中学まで父親に無理やり柔道をやらされていた。しかし、瞳自身は柔道の事が大嫌いだった。そのため、高校では違うことをやろうと決意したため、雨乞い部へ入部した。この家族は反対したが、最終的に活動を認めた。
瞳の父親は尾鷲熊重という有名な柔道家で、世界選手権を8連覇した記録を持つ。また、姉の尾鷲愛美はテレビで特集が組まれるほどの美人柔道家で、「まなみん」の愛称で親しまれている。柔道家とは思えないルックスとスタイルのため、雑誌モデルも兼業している。
父親が勝手に登録した大会では、相手から次々と一本を奪い優勝してしまった。
時雨戸 祐磨（しぐれど ゆうま）
曇天橋高校に通う3年生で、雨乞い部の部長。イケメンで目立ちたがり屋な性格。
聖キャッツ・アンド・ドッグスの車軸流清香とは知り合いでライバル。
時雨戸が使用するレイン・コーラーは弘前モデルといい、青森で開発された新しいタイプのレイン・コーラー。
さまざまな舞を舞うことができるが、舞自体は苦手な様子。
小野・"グリズリーハンド"・オウェハ
3年D組所属。ネイティブ・アメリカンでラホビ族の血を引いている。ラホビ族の父”ブレイブスネーク”タラハと日本人で留学に来ていた小野貴子との間に産まれた。
タラハ家は、ラホビ族の間では雨乞いを担当する家系で、ありとあらゆる雨乞いの術を伝承してきた。オウェハもそれを伝承すべくすくすくと育った。8歳の時に自分の住んでいるアイダホ州で大規模な干ばつが襲い、2か月もの間雨が降らない時期が続き、大地が干上がってしまった。オウェハの父は一族に懇願され、あらゆる雨乞いを試したが全く雨は降らなかった。そこでタラハは禁断の雨乞い、雨霊ボボゥを呼び出す舞を舞うことを決意する。しかし、目を覚ました雨霊ボボゥは機嫌の悪い時の方だったため、集落近くを流れるポゥルモツ川は大氾濫し、周囲のテントを流していった。そして氾濫した川は、オウェハの愛犬ピピも流し去ってしまった。これ以降、オウェハは父と雨乞いを恨み雨乞いをふさぎ込んでしまった。彼の態度が原因で両親は離婚。母親に引き取られ、日本で暮らすようになった。その後、陽太と出会ったことで自分の考えが変わり、再び雨乞いをすることを決意する。雨乞い部に入部するが、すぐに両親が再婚したため母国に帰国した。
彼が使用するレイン・コーラーは「ティムティム・ティピー」製のもの。

### 聖キャッツ・アンド・ドッグス
車軸流 清香（しゃじくながし きよか）
聖キャッツ・アンド・ドッグス雨乞い部の主将を務めている。
髪は茶色で肩までの長さがあり、眉の整った気の強そうな美形の顔が特徴。実際に木が強い性格。語尾が「～じゃん」と横浜弁になるのも特徴的。
関西にもその名を轟かせる雨リートで、現在高校雨乞い界で唯一「蝸牛角出させの舞」「蝸牛槍出させの舞」「蝸牛頭出させの舞」全ての舞を舞うことができる人物で、実力はかなりのもの。
三寒 シヲン（みさむ しをん）
聖キャッツ・アンド・ドッグス学園の2年生。ファッションショーに出てくるような美貌の持ち主。
陽太の舞をずっと見ており、天性のジルバの持ち主であることを見抜いた。また、陽太に「茶子海岸の舞」を教えた。以前から陽太とは知り合いのようだが、どこで出会ったかなどは明かされていない。

### その他
四条 一麿（しじょう かずまろ）
照島の中学時代の友人。
照島同様勉強が出来ない。そのため照島と同じ都立学校を受験するが落ち、滑り止めのどん底私立高校に通うことになった。
入学して一週間で彼女ができるが、すぐに別れてしまう。彼女がいた間は、髪を短く刈り込んで赤く染め、左耳にピアスをしていた。
松田 サトル（まつだ さとる）
ひょろっとした体形に細い顔、ぎょろりとした目が特徴。
フリーの天気予報士で、朝の情報番組で気象コーナーを担当している。「今日の降水かっくりっつは～？」というくねくねとした怪しげな節とダンスをつけた天気予報で有名。しかし、この動きは一部の女性にとって生理的に受け付けられないらしく、今まで3人の女子アナを番組から辞めさせている。
曇天橋高校雨乞い部のOBで、暇を見つけると部活動に顔をだし、後輩の指導をしている。高校雨乞い始まって以来の天才と言われており、「河童笑の舞」「燕低空飛行の舞」「月笠懸の舞」をひと月でマスターしてしまった。しかし、大会では雲を召喚するも、一滴も雨を降らすことが出来なかった。
滝谷 雷太（たきたに らいた）
曇天橋高校の古典の先生で、雨乞い部の顧問をしている。
紙芝居をよく使い、紙芝居を見ている間に水あめを配る。水あめは雨乞い部の部員にはタダで配るが、それ以外の人には1本20万円で売る。
陽太を雨乞い部を続けざるを得ない状態に引きずり込んだのも滝谷の策略によるものだった。
船出先生（ふなでせんせい）
陽太の生物を担当している。ほとんど灰色になった白衣と、痩せこけて青白い明らかに不健康そうな顔から、人造人間を使っているのではないかという噂がある。生徒からは「マッド船出」と呼ばれている。
陽太は生物が全く出来ず、中間テストの点数は0点だった。そのため船出は陽太の成績と引き換えに、宇敷先生の家にあるミケネコヤナギを天敵のバージニアハリハリムシから護るために、「蛙合唱の舞」を舞うように言う。宇敷先生の事が好き。
宇敷先生（うじきせんせい）
曇天橋高校英語科の先生。30代前半で、大学受験の研究も怠らないため3年生を担当している。家に植えたミケネコヤナギがバージリアハリハリムシにむしばまれてきたため、船出対策方法を相談した。
豚が大好きで、頭から足まですべて食べてしまう。また、船出がお土産でもってきた豚の肝臓と血を喜んで受け取っていた。
蝦蟇北さん（がまきたさん）
社会人雨乞いリーグで活躍する選手。
100mm記録競技の記録は15分。100mm記録競技は体内の水分を大量に使用しとても危険なため、高校生の大会では種目になっていない。
仙石 馬傑之丞（せんごく ばけつのじょう）
群馬県の黙々岳の山奥で暮らしている、今年で999歳になるお爺さん。近くの人からは「伝説の雨乞い老師」と呼ばれている。歴史に残る有名な戦いで雨を降らせ、敵の侵攻を食い止めている。
なかなか雨を降らすことのできなかった陽太にアドバイスをし、雨を降らすのを成功させた。
蛇ノ目木 葦麿（じゃのめぎ よしまろ）
スポーツ雨乞いの生みの親。もともと国立大学の工学部を卒業し、東京都内の有名な機械メーカーで設計士をしていた。40を過ぎた頃に突如雨乞いに目覚め職を辞し、全国を行脚して雨乞いの真髄をその身に叩き込んだ。「レイン・コーラー」を開発したのも蛇ノ目木葦麿だった。
蛇ノ目木 松麿（じゃのめぎ まつまろ）
蛇ノ目木葦麿の長男にして、全国高等学校雨乞い連盟の会長を務める人物。挨拶の際に宝井其角の俳句を感情をこめて謡うことが恒例となっている。
関東大会では事前打ち上げの時参鶏湯を作っていた際にホテル火災を起こした。
草葉 みぞれ（くさば みぞれ）
正規の雨乞いにアレンジを加えた人物。現在高雨連に認められている舞のほとんどは、草葉みぞれがアレンジを加えたもの。シンセサイザーを用いて正規の雨乞いを一般にも舞いやすいような曲に変え、自らコレオグラファーとして舞を作った、スポーツ雨乞いの歴史上欠かすことのできない人物。
漣プリティスターズ（さざなみプリティスターズ）
神奈川県で活動している覆面雨乞いコレオグラファー。草葉みぞれの舞と違い、湘南や茅ヶ崎の海に降る雨をイメージしている。彼らの舞は「漣派」と呼ばれるようになり、聖キャッツ・アンド・ドッグス学園お気に入りの舞となっている。「波乗の舞」「風戸惑の舞」「愛襟の舞」などが、高雨連で認められている漣派の舞。団体戦で使用できる舞は「涙稲村・ジェーンの舞」のみだったが、7月に「烏帽子岩・希轍の舞」が加えられた。

## 書籍
講談社ラノベ文庫より刊行。
1. 雨乞い部っ! 1 2012年3月30日発売 ISBN 978-4-06-375227-4
2. 雨乞い部っ! 2 ～濡れよ若人、雨乞い甲子園～ 2012年10月2日発売 ISBN 978-4-06-375248-9